# Frontissa flotant

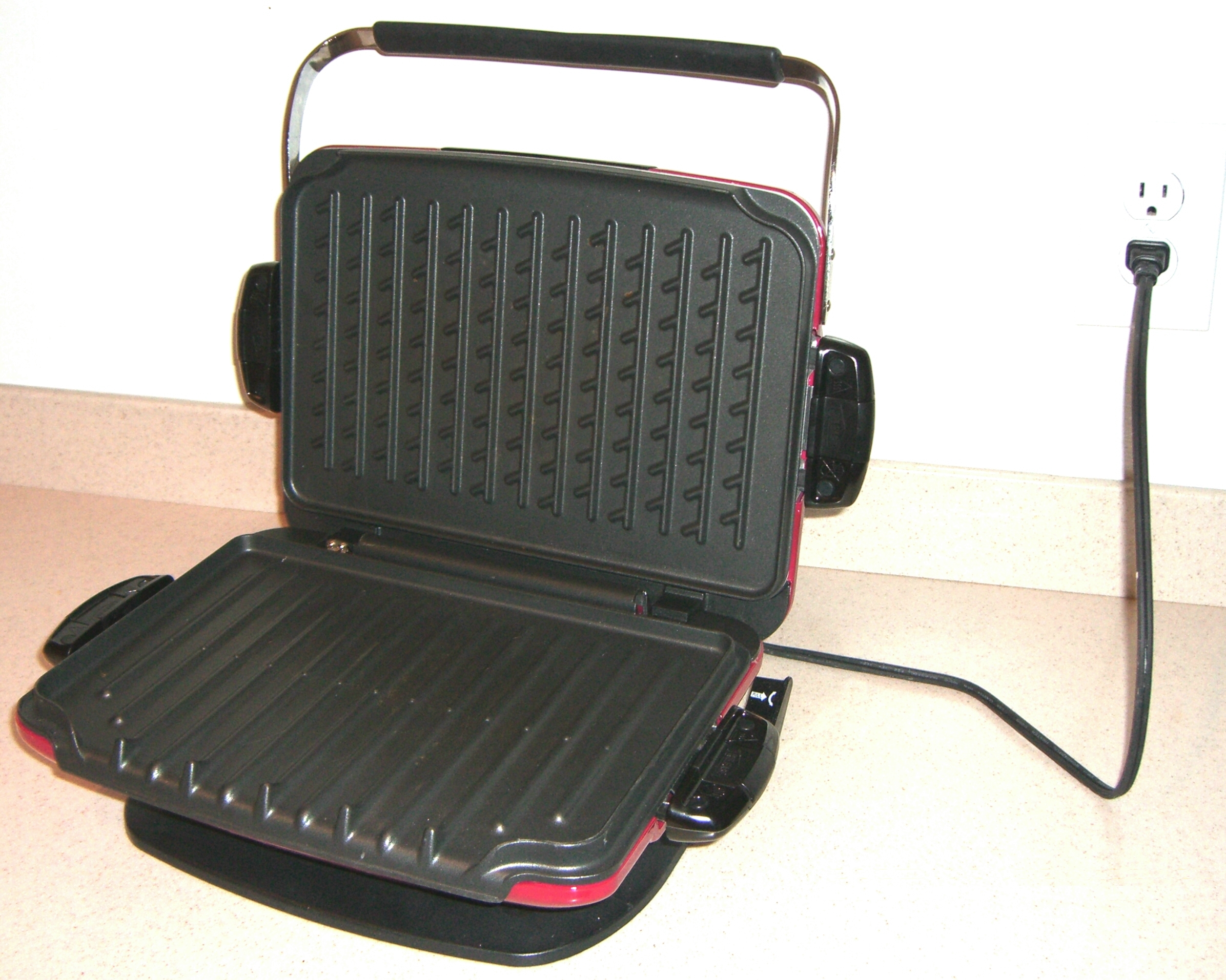
Graella amb frontissa flotant.

Un frontissa flotant és una frontissa que, si bé es pot comportar com una frontissa normal, permet que un dels objectes s'allunyi de l'altre, per tant, flota. En realitat, la frontissa disposa de dos eixos paral·lels de rotació, un per a cada objecte unit per la frontissa, i cada eix es pot desplaçar respecte a la posició de l'altre és a dir, augmentar o disminuir la distància que els separa, de manera que els objectes poden romandre paralles entre sí.

## Usos

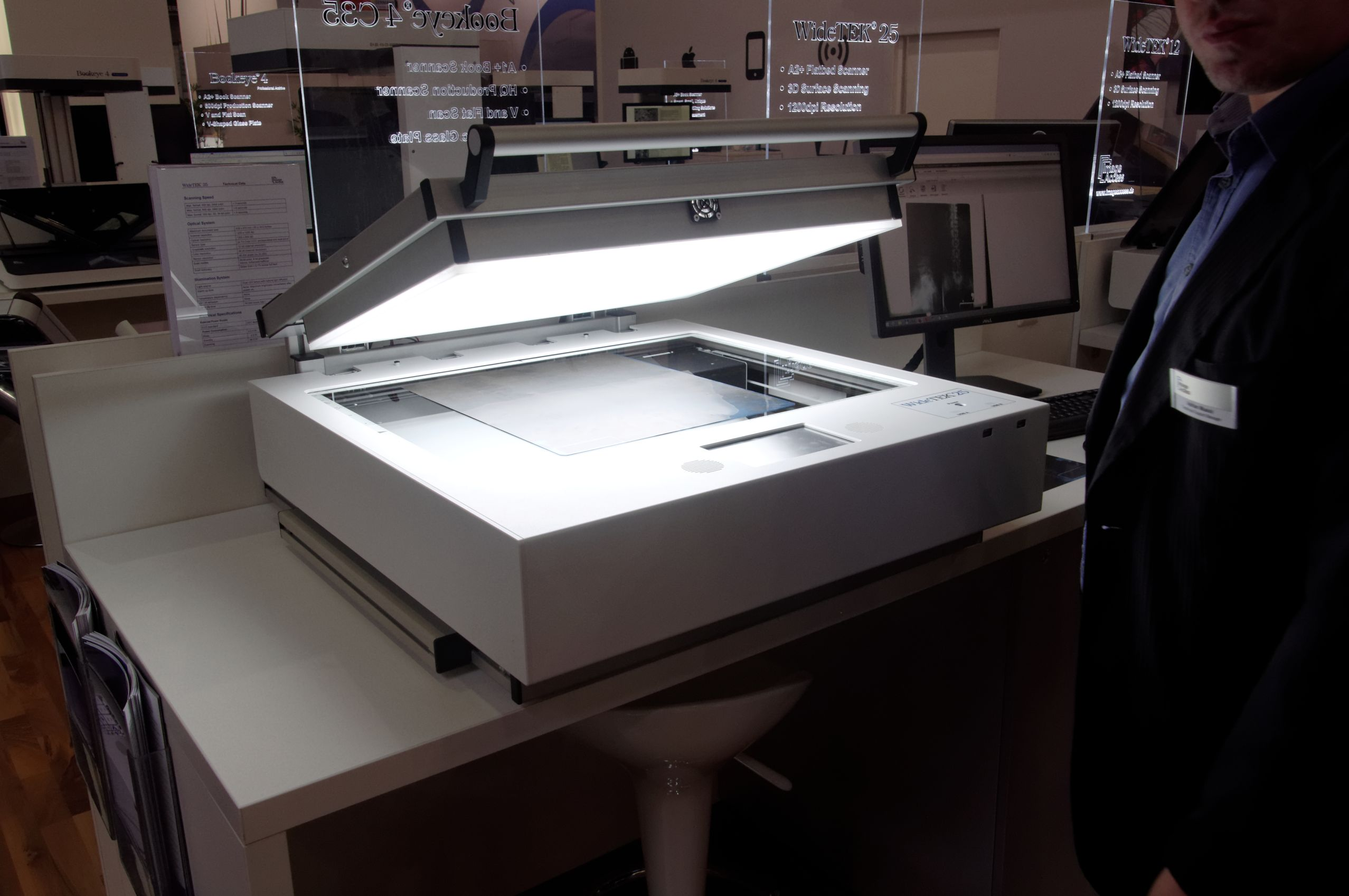
Escànner pla de llibres amb frontissa flotant.

Una de les aplicacions pràctiques en las que s'utilitzen les frontisses flotants són les graelles elèctriques de cuina de doble planxa, que amb l'esmentat disseny permeten escalfar-rostir d'ambdós costats d'una peça gruixuda d'aliment sense aixafar-lo. La frontissa flotant permet elevar la planxa superior que altrament quedaria inclinada respecte la part superior de l'aliment, de manera que la planxa superior roman paral·lela a la planxa inferior.
Una altra aplicació de les frontisses flotants són els escàners plans, que s'han dissenyat per poder escanejar objectes gruixuts com ara llibres. El llibre es pot col·locar sobre el vidre, i la tapa superior de l'escàner amb frontisses flotants es baixa sobre ella; el vidre, el paper i el full poden quedar molt bon contacte. Si es fes amb una frontissa normal col·loca un llibre gruixut, deixaria la coberta en angle respecte al llibre Una frontissa flotant eleva la vora inclinada de la coberta fins al nivell del llibre, de manera que la tapa roman paral·lela al vidre, però s'alça sobre ell, la distància necessària.